# 0 (jaar)
Er bestaat geen jaar 0, althans in enige algemeen gebruikte jaartelling. De jaartelling begint bij 1; het eerste jaar is dus het jaar 1. In de christelijke jaartelling wordt het eerste jaar, het jaar 1 na Chr., direct voorafgegaan door het jaar 1 v.Chr. Wel geeft de systematiek van de internationale standaard ISO 8601 voor het noteren van data het jaar 1 v.Chr. het jaartal 0000.
De logica van tellen in kalenders leidt ertoe dat de jaartelling geen 'jaar nul' kent, zoals een jaar ook geen maand nul kent en een maand ook geen dag nul kent. Men gebruikt nl. rangtelwoorden: de eerste dag van de maand, de eerste maand van het jaar: hierin bestaat geen "nulde". Zo ook het eerste jaar van de jaartelling. De jaartelling kent wel een beginpunt. Het beginpunt van onze jaartelling is dus de jaarwisseling van 1 vóór Chr. naar 1 na Chr. Dat punt werd oorspronkelijk geacht samen te vallen met de geboorte van Jezus van Nazareth. Dit tijdstip werd enige eeuwen later als het beginpunt van de christelijke jaartelling aangenomen. De meeste onderzoekers stellen echter dat de feitelijke geboorte van Jezus ongeveer vier jaar vóór dit tijdstip plaatsvond. Ook in andere historische jaartellingen is er gewoonlijk geen jaar nul in de schaal inbegrepen.
Het feit dat de jaartelling, net als andere tellingen, met 1 begint, en er dus geen jaar 0 is, leidt ertoe dat bijvoorbeeld het derde millennium is begonnen op 1 januari 2001, en niet op 1 januari 2000 (zie ook het artikel millenniumkwestie).

## Astronomische jaartelling
In sommige wetenschappen (vooral in de astronomie) gebruikt men een ander systeem, waarin wél een jaar nul voorkomt. Het jaar voorafgaand aan het jaar 1, wordt het jaar 0 genoemd, wat overeenstemt met 1 voor Christus. Het jaar daarvoor wordt het jaar −1 genoemd (wat overeenstemt met 2 voor Christus). De reden hiervoor is dat formules waarin het jaar ingevuld moet worden, onaangepast gebruikt kunnen worden. NASA gebruikt dit systeem bijvoorbeeld voor de weergave van zonsverduisteringen. De zonsverduistering van Bur-Sagile, waaraan een groot deel van de Assyrische chronologie geijkt wordt, is bijvoorbeeld geweest op 15 juni −762, oftewel 15 juni 763 v.Chr.
ISO 8601 gebruikt ook deze astronomische jaartelling, maar daarin worden jaartallen steeds met ten minste vier cijfers aangeduid: 0001 wordt voorafgegaan door 0000 (1 v.Chr.), en het jaar daarvoor is −0001 (2 v.Chr.). Merk op dat ISO 8601 standaard de gregoriaanse kalender gebruikt, zelfs proleptisch (dus voor 1582, toen deze kalender voor het eerst ingevoerd werd). In de gewone taal en in de geschiedenis wordt deze manier van tellen echter zelden gebruikt. Ook NASA doet dit niet: proleptisch wordt de juliaanse kalender gebruikt.

## Het jaar nul in de taal
Met de uitdrukking "uit het jaar nul" duidt men veelal aan dat iets ouderwets of waardeloos is: 

"Zo'n jasje kan echt niet meer, dat is er eentje uit het jaar nul."